# Sidi M'hand Oumalek
 (décembre 2011).
Si vous disposez d'ouvrages ou d'articles de référence ou si vous connaissez des sites web de qualité traitant du thème abordé ici, merci de compléter l'article en donnant les références utiles à sa vérifiabilité et en les liant à la section « Notes et références ».
 (décembre 2011).
- Si vous ne connaissez pas le sujet, laissez ce bandeau (vous pouvez alors contacter les auteurs).
- Si vous supprimez le contenu mis en cause (vous pouvez préalablement contacter les auteurs),

argumentez précisément cette suppression dans la page de discussion
(un manque de référence n'est pas un argument ; une recherche réelle de référence doit avoir été effectuée, être formellement documentée).
Sidi M'hand Oumalek, dit aussi Ahmed Oumalek est un  marabout du XVe siècle natif de Tizemourine-Ith Yâala où sont enterrés son père Malek et son frère Ali.  Après un passage à Hendou, il s'est établi à la fin du XVe siècle dans le village qui est nommé aujourd’hui Tifrit n'ath Oumalek. Sa zaouïa fut fondée, selon les diverses sources[Lesquelles ?], entre 1467 et 1496 Il semblerait que[évasif] la controverse porte sur la date de l'édification du mausolée et celle du lieu de culte. Sidi M'hand Oumalek fait partie des quatre marabouts (Sidi Mansour, Sidi Abderahman et Sidi Ahmed Udriss), cités par la tradition kabyle, qui ont contribué à la chute de la tyrannie des Belkadi et du royaume de Koukou.

## Postérité
Sidi M'hand Oumalek, est un saint marabout qui s'est établi à la fin du XVe siècle, dans le village qui est nommé aujourd’hui Tifrit n'ath Oumalek. La majorité de ses descendants se sont installés dans la région Zekri. Les tombeaux respectifs de son fils Sidi Mouffok et son petit-fils Sidi Mhend-elmouhoub sont situés à Tighzert et Targa-Hiyoun. Leurs descendants se sont installés par la suite à Taaroust.
Après sa mort, Sidi M'hand Oumalek laisse quatre fils.
- Les At mhand oumalek :  Sidi Mouffok, Sidi Mouhoub Embarek, Sidi Cherif et Sidi M’hend Saïd Ameziane.
  - Sidi Mouffok s'est installé à Tighzert (commune d'Adekar) et y laissa 4 fils dont Sidi Mhand elmouhoub à Targa Hyoun. 
    - Sidi Mhand elmouhoub laissa à son tour quatre fils : Saddik, Mouffok, Bessaa ainsi que Hand (sans postérité) qui se sont installés à Taaroust dans le douar de Zekri.

## Les descendants  des Ait-ou-Malek
Sidi M'hand Oumalek est de descendance dans la tribu Ait Yaala fils de Malek, les descendants de père Yaala qui était venu dans le royaume hammadite dans la  wilaya de M'sila.
La première descendance de chacun de ses fils s'est éparpillée entre les communes de :
- Zekri, pratiquement tout le territoire de la commune.
- Adekar, principalement dans le douar d'Assif El Hammam tels les villages des Tighzart, Tazrut, Aït Malek, Hriz et Qiria.
- At idjeur, essentiellement au village de Tifrit n'ath Oumalek.

D'après Ernest Carette 
Les At-ouMalek, dont actuellement [à l'époque ?] la commune de Zekri et d'Adekar occupent le territoire, compris entre Imadâlen, les At yahya ouYoucef, la tribu de Tazrout, les Beni Ayad, les Mzâla, fraction des Beni Ksila, et enfin les At-Hssain. Elle est séparée des At yahya ouYoucef par le ruisseau d'Assif elHammam, et des At-Hssain par une montagne assez élevée, dont le sommet est occupé par un mausolée couvert en tuiles et consacré à Sidi Aïssa.
Les Aït-ou-MAlek avaient, dans leur pays, un marché qui se tenait tous les dimanches, et qui, pour ce motif, porte le nom de Had- Aït ouMalek - plus tard El-Hed g-Ighil n'zekri- (le dimanche des Aït-ouMalek); il se tenait près de Timizar Hand. Les Aït ouMalek fréquentaient, au dehors, le lundi des Fenaïa et le vendredi des Beni Azzouz.
On comptait, à l'époque de la colonisation française, comme villages appartenant à la tribu des Ait ouMalek, les villages de : Tabarourt, Timizar Hand, Taaroust, Azra, Targa-Hiyoun (Targa-Haggoun) et Aïnsis.
Les Ait OuMalek se sont également implantés dans la région de Fenaïa (Ifnayen), au niveau du village appelé Zuvia (Zaouia), ils seraient des descendants directs de Sidi Mouffok, le fils de Sidi M'hand Oumalek.
Les Aït OuMalek se sont également implantés dans la région d'Aït Aïssi au niveau du village appélé Tighzert.

## Histoire et traditions
Selon la tradition locale rapportée par J. Servier, le premier des occupants de l'actuel territoire de Tifrit N'Aït Ou Malek, était Amara, le forgeron. Il s'installa au lieu-dit Bezziwa; Ses voisins étaient soumis à une lourde contribution par un dragon (ou hydre talafsa) qui vivait dans une source et auquel il fallait chaque matin donner une jeune fille en pâture; Amara s'en fut à la source habillé en femme, emportant avec lui du charbon, un soufflet, ses pinces et une pointe d'araire qu'il fit rougir. Lorsqu'au lever du soleil l'hydre vint pour le dévorer, il lança dans la gueule ouverte, du bout de ses pinces, la pointe rougie. Le dragon poussa un cri terrible, une vapeur humide sortit de sa gueule qui recouvrit la montagne voisine, puis il disparut dans la source. La montagne, sous l'haleine du dragon, s'était recouverte de chênes.
Cette tradition rapporte que lorsqu'arriva Sidi M'hand Oumalek à Tifrit au lieu-dit Tazemurt Ihadadan, sanctuaire des Ait Amara, il chassa les descendants de Amara le forgeron (Moussa, Kaci, Hammou et Aïssa) vers le village de Tifra dans le douar de Taourirt ighil. Ils leur promis un avenir de seigneur.
Une autre tradition garde intact le souvenir d’un Mouheb en 1824 qui offrit l’hospitalité à un pacha turc -l'Agha Yahia caïd de la Sebaou- en tournée dans la région. Ce dernier pour le récompenser, édifia un sanctuaire en l’honneur du saint fondateur à Tifrit n'Ath Oumalek.